# Karl Fries
Ej att förväxla med zoologen och författaren Carl Fries (1895–1982)
Karl Henrik August Fries, född 8 september 1861 i Stockholm, död 27 maj 1943 i Nacka, var en svensk ledare inom kristna organisationer.
Han var son till kommendörkapten Carl Leonard August Fries och Hendrike Sophia Eva Didrika Lembke samt syssling till Ellen Fries.
Fries blev filosofie doktor i Uppsala 1892, var sekreterare i KFUM i Stockholm, i Förbundet mellan Sveriges KFUM 1888-1921. Han var även en av stiftarna av Kristliga studentvärldsförbundet och dess ordförande 1895-1920, samt ordförande i Sveriges kristliga studentrörelse 1910-21. 1921-26 bodde Fries i Genève såsom generalsekreterare för KFUM:s världsförbund och utgivare av dess tidskrift La Sphère. Senare återvände Fries till Sverige som vice ordförande i KFUM:s världsförbund, ordförande i KFUM i Stockholm och i föreningen Soldatens vänner. Han var även ledamot av Internationella missionsrådet, Allmänkyrkliga världsförbundet med mera. Fries utgav Weddâsê Mârjâm, ein äthiopischer Lobgesang an Maria (1892), John R. Mott (1914) och en rad andra skrifter angående den kristna ungdomsrörelsen och uppbyggelseböcker.